# Antonella Clerici
Antonella Clerici (Legnano, el 6 de diciembre de 1963 -) es una periodista y presentadora de televisión

## Carrera
Debutó en televisión en 1983 en "Telereporter", como locutora, pero comienza a hacerse conocida ente 1989 y 1995, cuando conduce "Dribbling" en el canal Raidue y, desde 1990, "Domenica Sprint", luego de una primera experiencia con el programa de variedades "Semaforo giallo" en 1987 y "Oggi sport" entre 1987 y 1989, siempre en Raidue.
Durante los primeros años de la década de 1990 conduce por la tarde "Ristorante Italia" y "Segreti per voi" por Raidue. En 1995 es protagonista de un calendario para la revista "Max"; en ese mismo año participa de "Telegoal", siempre por la segunda red de RAI. Entre 1997 - 1998 conduce "Unomattina" con Maurizio Losa y forma parte del reparto de "Domenica in condotta" de Fabrizio Frizzi. Participa a la transmisión el Mundial de Francia'98, presentando "Occhio al mondiale", con Giorgio Tosatti y Giampiero Galeazzi, en directo desde París y sigue con la conducción de "Unomattina" entre 1998 y 1999 junto a Luca Giurato.
En 1999 y 2000 pasa a Mediaset, donde conduce los especiales "Ma quanto costa?" en el canal Rete 4, la tira diaria "Telegatti story" y "A tu per tu" en Canale 5 con Maria Teresa Ruta. Luego de un tiempo, deja la conducción siendo sustituida por Gianfranco Funari.
Regresa a la RAI en octubre del 2000, cuando Rai Uno le otorga la conducción del programa gastronómico "La prova del cuoco", que llevará con relativo éxito hasta el mes de diciembre del 2008, cuando debe dejar la conducción por su embarazo, siendo reemplazada por Elisa Isoardi; antes de dar a luz su hija conduce, junto a Marco Mazzocchi, el espectáculo "Campioni per sempre: Galà dello Sport 2000".
Simultáneamente a la conducción de "La prova del cuoco", realiza numerosos programas como "Domenica In" (2001), "Adesso sposami" (2003 y 2004) y el reality show "Il ristorante" (2005); en ese mismo año anima junto a Paolo Bonolis, el Festival de San Remo 2005.
Entre el 2006 y el 2007 se desempeña como conductora de "Il treno dei desideru"; en el 2006 del programa de juegos "Affari tuoi", y en el 2007 junto a Daniele Piombi conduce la ceremonia de entrega del "47° Premio Regia Televisiva".
En el 2008, 2009 y 2010 conduce el programa musical "Ti lascio una canzone", y en el 2008 y 2009 "Tutti pazzi per la tele", el cual fue retirado del aire por baja audiencia. Durante el 2009 realiza el doblaje de Blancanieves en la versión italiana del film de animación estadounidense "Biancaneve e gli 007 nani". El 21 de febrero del 2009 tuvo una hija, Maëlle. En el 2010 condujo el Festival de San Remo, y editó un disco en otoño del 2009, titulado con su nombre.

## Televisión
- Telereporter (1983-1986, locutora)
- Semaforo giallo (1987)
- Oggi sport (1987-1989)
- Dribbling (1989-1995)
- Domenica Sprint (1990-1997)
- Ristorante Italia
- Segreti per voi
- Telegoal (1995)
- Circo bianco (1995-1996)
- Unomattina (1997-1999)
- Domenica In (1997-1998, 2001-2002)
- Occhio al mondiale (1998)
- Ma quanto costa? (1999-2000)
- Telegatti Story (1999-2000)
- A tu per tu (1999-2000)
- La prova del cuoco (2000-2008)
- Campioni per sempre: Galà dello Sport 2000 (2000)
- Adesso sposami (2003-2004)
- Il ristorante (2004-2005)
- Festival di Sanremo 2005 (2005)
- Il treno dei desideri (2006-2007)
- Affari tuoi (2006)
- 47° Premio Regia Televisiva (2007)
- Ti lascio una canzone (2008-2009-2010)
- Tutti pazzi per la tele (2008-2009)
- Festival di Sanremo 2010 (2010)
- Arena di Verona, lo spettacolo sta per iniziare (2010)
- È stato solo un flirt? (2012)
- La terra dei cuochi 2013

## Discografía

### Álbum
- 2010 - Antonella Clerici

## Libro
- 2005 - Oggi cucini tu
- 2006 - Oggi cucini tu 2
- 2006 - Oggi cucini tu light
- 2007 - Oggi cucini tu 3
- 2010 - Aspettando te.[3]
- 2010 - Le ricette di Casa Clerici
- 2011 - Il ricettario della Prova del cuoco
- 2011 - Le ricette di Casa Clerici 2
- 2011-2012 - La Prova del cuoco - Magazine
- 2012 - Le ricette della prova del cuoco  (con la colaboración de Sergio Barzetti y Alessandra Spisni)

## Cinema
- Biancaneve e gli 007 nani (voz)

### Ficción
- 2007 - Don Matteo (aparición)

## Premios y reconocimientos
- 2004 - Premio Regia Televisiva por La prova del cuoco categoría Top Ten.
- 2010 - Premio Regia Televisiva por Ti lascio una canzone categoría Top Ten.
- 2010 - Premio Regia Televisiva por Festival di Sanremo 2010 categoría Top Ten
- 2010 - Premio Regia Televisiva categoría Personaje femenino del año.